# 강유진
강유진(본명: 강유나, 1981년 11월 23일 ~ )은 대한민국의 트로트 가수이다. 2020년 TV조선 '내일은 미스트롯 2'에 참가했다.

## 개요
2020년 12월 TV조선 '내일은 미스트롯2'에 출연해 아들과 살고싶어서 참가했다고 밝혔다.

## 학력
- 건국대학교 음악교육과

## 데뷔
- 2014년 1집 앨범 [그대의 여자]

## 앨범
- 2014.08.14. 싱글 앨범 《그대의 여자》 수록곡 <그대의 여자>, <헬로우맨>, <라랄라> (장르: 트로트, 유통사: (주)이프로엔터테인먼트)
- 2016.11.08. 싱글 앨범 《꽁무니》 수록곡 <꽁무니>, <어디서 오셨습니까> (장르: 트로트) - 권리사의 요청으로 재생 중지 됨
- 2019.11.29. 컴필레이션 앨범 《MBN 보이스퀸 Round 1》 수록곡 <돌리도>
- 2019.12.20. 컴필레이션 앨범 《MBN 보이스퀸 Round 2-3》 수록곡 <밤 열차> (기획사:(주)로이, 유통사: 다날엔터테인먼트)
- 2021.01.01. 컴필레이션 앨범 《내일은 미스트롯2 예선전 베스트 PART3》 수록곡 <보고싶다 내사랑>
- 2020.08.13. 싱글 앨범 《사랑가》 (장르: 트로트, 기획사: 강유진, 유통사: 오감엔터테인먼트)

## 방송
- 2020.12.31. TV조선 내일은 미스트롯 2 3회 '마스터 오디션', 본선 진출, <보고 싶다 내 사랑>(설운도 ver.)

## 기타
- 신체 160cm, 44kg